# Vajda Pál (történész)
Vajda Pál Rezső (Budapest, 1907. december 10. – Budapest, 1982. június 8.) magyar technikatörténeti szakíró, szerkesztő, író, művelődéstörténész, bibliográfus.

## Élete
Szülei Vajda (Weiss) László (1867–1949) a Ganz hajógyár mérnöke és Weiszkopf Anna (1877–1949). Középiskolai tanulmányait az Óbudai Árpád Gimnáziumban végezte, majd négy szemesztert a berlini Technische Hochschulében töltött. 1934-ben a párizsi Sorbonne Egyetemen filozófiai doktorátust szerzett. Mialatt Párizsban élt, sajtótudósító irodát nyitott (Service International de Presse), amely nemcsak a francia sajtót látta el szöveg- és képanyaggal, hanem több Franciaországon kívüli lapot is.
Külföldi tartózkodása alatt érdeklődése mindinkább a technikatörténet felé irányult. Ekkoriban sokszor megfordult a Conservatoire national des arts et métiers-ben, a világ egyik legelső ipari múzeumában, amelynek könyvtárában is dolgozott. Egyetemi tanulmányai befejezése után visszatért Budapestre és itt az Országos Közművelődési Tanácsnál kezdte meg munkáját, s ezzel egy időben a Vasárnapi Könyv című tudományos hetilap cikkírója, majd helyettes szerkesztője lett 1944-ig. Részt vett a Technikai és Tudományos Tudósító (Sajtótudósító) szerkesztésében, illetve a Rádióhallgatók Lexikonának munkatársaként dolgozott.
1932-től 1952-ig tagja volt a Vajda János Társaság elnöki tanácsának. 1937-38-ban a Világirodalmi Szemle felelős szerkesztőjeként működött, melyet a rendőrség 1938-ban betiltott, továbbá budapesti levelezője volt az amszterdami International Press Correspondentije sajtóirodának és a svájci Schweizerische Korrespondenzbürónak.
A második világháború után munkatársa volt a Szikrának – a Szakszervezeti Ifjúmunkás- és Tanoncmozgalom hetilapjának –, cikkeket írt a Dolgozók Világlapjába, az Újvilágba. 1952 és 1957 között az Élet és Tudomány levelezési rovatának társszerkesztője volt, majd 1958-ig a Hungarian Foreign Trade műszaki rovatvezetője és munkatársa a Kereskedelmi Kamarának és az Országos Találmányi Hivatalnak. 1963-tól külső munkatársaként dolgozott a Műszaki Emlékeket Nyilvántartó és Gyűjtő Csoportnál és az ebből 1973-ban kialakult Országos Műszaki Múzeumnál. Az utóbbi intézmény kiadásában 1963-tól megjelenő Technikatörténeti Szemle szerkesztőbizottságának tagja, majd 1973-tól haláláig szerkesztője volt.
Számos tanulmánya, cikke jelent meg az 1930-as évek közepétől haláláig szaklapokban, szakfolyóiratokban. Tanulmányai és könyvei mellett több tudomány- és technikatörténeti bibliográfiát állított össze. Fiatal éveiben elbeszéléseket és kisregényeket is írt.

## Magánélete
Házastársa Eisler Bódog és Feichtmann Julianna lánya, Magdolna volt, akivel 1935. július 16-án Budapesten kötött házasságot. 1941-ben mindketten kikeresztelkedtek az evangélikus vallásra. 1948-ban elváltak. Második felesége Csizmarik Irén volt. Első házasságából született fia: Vajda Tamás László (1934–?)

## Tagságai
- MTA Műszaki Tudománytörténeti Bizottság
- Kohászati Történeti Bizottság
- MTESZ Múzeumi és Technikatörténeti Bizottság
- Magyar Pen Club
- Magyar Újságírók Országos Szövetsége
- Tudományos Ismeretterjesztő Társulat központi műszaki szakosztálya

## Művei
- Mesél a hangszóró (Budapest, 1939)
- Emlékezzünk régiekről (Budapest, 1942)
- A százéves Lánchíd (Budapest, 1942)
- Magyar feltalálók. Négy évszázad 46 technikusa (Budapest, 1943)
- Akik százezreknek adtak kenyeret (Budapest, 1943)
- Halál hull az égből. A légibombázás története (Budapest, 1944)
- A Lánchíd története (Budapest, 1948)
- Az utolsó futár (regény, Budapest, 1948)
- Oroszok a magyar szabadságharcról. Adalékok a szabadságharc orosz nyelvű bibliográfiájához (Budapest, 1949)
- A Szovjetunió és a Szovjet Hadsereg gazdasági segítsége Magyarországnak, 1945 (Budapest, 1950)
- Nagy magyar feltalálók (Budapest, 1952, 1958)
- Magyar tudósok, magyar találmányok (Budapest, 1955)
- Nagy magyar nevelők (Budapest, 1957)
- Nagy magyar feltalálók (Budapest, 1958)
- Fizikatörténet életrajzokban (Budapest, 1960)
- A hetvenöt éves transzformátor (Budapest, 1961)
- A magyar villamosipar (bibliográfia) (Budapest, 1963)
- A magyar alumíniumipar (bibliográfia) (Budapest, 1963)
- A magyar hídépítés (bibliográfia) (Budapest, 1964)
- Magyar hidak – magyar hídépítők. A hídépítés magyar úttörői (Budapest, 1964)
- Mai magyar találmányok (1945-1965) (Budapest, 1965)
- Magyar alkotók – Creative Hungarians (Budapest, 1975)
- Asbóth Oszkár (szerk., minikönyv Budapest, 1978)
- Bánki Donát-Csonka János és a benzinmotor (minikönyv, Budapest, 1979)
- Déri Miksa- Bláthy Ottó-Zipernowsky Károly és a transzformátor (minikönyv, Budapest, 1981)
- Eötvös torziós inga (Budapest, 1983)